# Rogelio Groba
Rogelio Groba Groba (Puenteareas, 16 de enero de 1930-La Coruña, 31 de diciembre de 2022) fue un músico y compositor español.

## Biografía
Nació en Guláns, una parroquia de Ponteareas (Pontevedra). Comenzó los estudios de música con once años. A los diecisiete los continúa en Vigo para al poco viajar a Madrid para finalizarlos en el Real Conservatorio de Música de Madrid.
De vuelta a Galicia dirigió las bandas municipales de La Estrada, Tuy y Puenteareas. Tras un breve paso por Ciudad Real y después de trabajar seis años en Suiza, donde obtuvo el Premio Dante Luini, retornó a Galicia en 1968 cómo director de la Banda-Orquesta Municipal de La Coruña. Dirigió también el Conservatorio, la Coral Polifónica Follas Novas y la Coral El Eco. Fue el fundador de la Orquesta de La Coruña y promotor de la Orquesta Sinfónica de Galicia, de la que fue "compositor asociado".
Ejerció como profesor de armonía, contrapunto, fuga y composición en el Conservatorio Superior de Música de La Coruña, del que fue director durante veinte años, fundando, paralelamente, numerosos conservatorios por toda la geografía gallega.
Autor de varios ensayos y libros, desde 1992 se dedica exclusivamente a la creatividad musical, la cual ha sido reconocida con distinciones como el Premio de la Crítica Gallega concedido en 1979, Premio Junta de Galicia de la Cultura en 1992, Medalla Castelao en 1995, nombramiento como “Gallego del Año” en 2002 o Premio Internacional Auditorio de Galicia 2004. Es miembro de la Real Academia de Bellas Artes de Galicia, de la Real Academia de Bellas Artes de San Fernando de Madrid y del Instituto José Cornide de Estudios Coruñeses.
En la localidad de Puenteareas se encuentra desde 2002 la Fundación "Rogelio Groba". Entidad de interés cultural creada con la finalidad de catalogar y proteger el legado musical del compositor.

## Obras
Tiene más de 700 obras catalogadas, entre las que encontramos abundante música sinfónica, de cámara, coral, para piano, etcétera, y entre las que pueden destacarse:
- 14 cantatas (Cantata das cantigas, Un pobo sen destino, Nova Galicia, In Memoriam Manuel de Falla, Mandatum, Cantigas de Mar, Anxos de Compostela, Cantata de Maio, Gran Cantata Xacobea y Corpus en Ponteareas, As rúas do vento ceibe, Rosalía na Catedral, Galicia está ollando ao mar, Na cidade).
- 15 sinfonías (Lúdica, Bucólica, Épica, Máxica, Christmas Symphony, Sinfonía para cordas, Trasno, Carpe festum, Kalaikia (Oito ciclos sinfónicos etnográficas), O espello sinfónico.Colección (A Voz dos tempos, A heroína, Qui sine peccato, O Guerreiro de Soutomaior, Visións de Rosalía, Galicia soñada).
- 5 óperas (María Pita, Divinas Palabras, Camiños de Rosalía, Floralba y Pedro Madruga) más una ópera infantil sobre El gato con botas (en doble versión en gallego y castellano).
- 2 ballets: Metaphoras y Galicia.Danzas meigas.
- Una "misa gallega" (Corpus Christi).
- Un "réquiem" (Samaín. Réquiem galego).
- Pasodobles para banda: Guláns, Os tres galeguiños, Panxoliño...
- 19 conciertos (cuatro para orquesta sinfónica: Concerto lorquiano, Concerto ostinato, Lembranzas y Ophiusa; siete para solista y orquesta sinfónica: Coexistencias, Concerto gulansés, Concerto Klásiko, Concerto no Lameiro, Confidencias, Fauno y Res, non verba; ocho para solistas y cuerda: Nemet, Arcaico en Re, Añoranzas, Concerto en Arcos, Epicúreo, Malleus animatus, Oito microconcertos y Tres soidades).

## Discografía
Algunas de estas composiciones fueron grabadas por orquestas del prestigio de la London Symphony Orchestra, la Orquesta de Cámara de Stuttgart, la Orquesta Sinfónica de Galicia, el Coro Gätchinger, o el coro London Voices. Cabe destacar el CD realizado por la Stuttgart Kammerorchester bajo la dirección de Maximino Zumalave, que incluye la cantata Cantigas de Mar y la suite barroca Intres Boleses, y los tres discos en los que ha participado la London Symphony Orchestra y que han sido grabados en los estudios Abbey Road de Londres: el doble CD, dirigido por el propio autor, de la Gran Cantata Xacobea con el coro London Voices; el Concierto para violín y orquesta nº 2, «Confidencias», interpretado por el violinista Pedro León; y el Concierto para violoncello y orquesta nº 1, «Fauno», dirigido por Andrew Litton y con el chelista sueco Matts Lidstrom como solista. También cabe destacar la grabación realizada por la Orquestra de Cámara Galega del Concierto para dos violines y orquesta, «Arcaico», con su hijo y violinista Rogelio Groba Otero, y del Concierto Nº2 para cello y orquesta, «Añoranzas», con su hija la violonchelista Clara Groba Otero, como solistas. Destaca también los discos realizados por el trabajo conjunto de la Fundación Rogelio Groba y la Orquesta de Cámara Galega. 
El directorio de la discografía es el siguiente:
| Título                                                | Agrupación                                                                       | Director             | Año   |
| ----------------------------------------------------- | -------------------------------------------------------------------------------- | -------------------- | ----- |
| Nova Galicia                                          | Orquesta de La Coruña e Coral Polifónica El Eco                                  | Rogelio Groba        | 1977  |
| Canciones gallegas                                    | Orquesta de A Coruña e coral El Eco                                              |                      | 1977  |
| Música gallega                                        | Sttutgart Kammeorchester e coro Gächinger Kantorei                               |                      | 1990  |
| Cantigas de Mar e Intres Boleses                      | Orquesta de La Coruña e Coro Ars Musicae                                         |                      |       |
| Confidencias, concerto para violín e orquestra n.º 2  | London Symphony Orchestra e Pedro León                                           | Rogelio Groba        | 1991  |
| Fauno, concerto para cello e orquestra n.º 1          | London Symphony Orchestra e Matts Lidstrom                                       | Andrew Litton        | 1996  |
| Arcaico, concierto para dos violines y orquesta       | Orquestra de Cámara Galega e Rogelio Groba Otero y Javier Cedrón                 | Rogelio Groba Otero  |       |
| Añoranzas, concierto n.º 1 para cello e orquestra     | Orquestra de Cámara Galega e Clara Groba                                         |                      | 2000  |
| Anacos'                                               |                                                                                  |                      | 2000  |
| Cruñesas                                              | Banda Municipal da Coruña                                                        | Rogelio Groba        | 2000  |
| Concierto arcaico en Re                               | Orquesta de Cámara Galega con Javier Cedrón e Rogelio Groba                      | Rogelio Groba Otero  | 2005  |
| Galiza. Século e medio de música                      | Cuarteto n.º 3. Diabulus in musica. Cuarteto Estro.                              |                      |       |
| Retratando a ....Rogelio Groba                        | Banda Municipal de A Coruña                                                      |                      | 2008  |
| Spanish Romantic. Violin concertos                    | Orquestra Sinfónica de Castilla y León e Ara Malikian                            |                      | 2010  |
| Groba. 80 Aniversario                                 |                                                                                  |                      | 2010  |
| Gran Cantata Xacobea (doble CD)                       | London Symphony Orchestra y el coro Londo Voices                                 |                      | 2010  |
| Festa de marchas e pasodobres                         | Banda Municipal de A Coruña                                                      | Xosé Luis Represas   | 2012  |
| Gallaecia                                             | José Nuñez Ares                                                                  |                      | 2012. |
| Diálogos. Concerto para cello                         | Clara Groba e Orquestra de Camara Galega                                         | Rogelio Groba        | 2013  |
| Groba. Obras para Orquestra                           | Orquestra de Cámara Galega                                                       | Rogelio Groba Otero  | 2017  |
| As rúas do vento Ceibe. Cantata para coro e orquestra | Orquestra de Cámara Galega e Coro de Cámara de Pamplona                          |                      | 2019  |
| O neno Groba e Música                                 | London Symphony Orchestra Banda Municipal de La Coruña Orquesta de Cámara Galega |                      |       |
| 90. Homenaxe 90 aniversalio Rogelio Groba             | Orquesta de Cámara Galega                                                        |                      |       |
| Rosalía. Groba.                                       | Coro de Cámara de Pamplona Orquesta de Cámara Galega Sinfonietta Rococó          | David Gálvez Pintado |       |

## Premios y reconocimientos
- Premio Internacional de Composición “Dante Luini”, da Radio Televisión Suisse Romande (1973)
- Premio de la Crítica Gallega. 1979
- Premio Junta de Galicia de Cultura. 1992
- Medalla Castelao. 1995
- Inclusión de obras en la Biblioteca Internacional de Música Contemporánea de París. 1997
- Inclusión de obras en el catálogo de la Colgate University, de Nueva York. 1997
- Inclusión de obras y biografía no International Who’s Who in Music and Musician’s 	Directory, de la Universidad de Cambrigde.
- Premio Internacional de Composición Auditorio de Galicia. 2004
- Hijo Predilecto de Puenteareas. 2005
- Mención Honorífica Miguel de Aguilar. Asociación de Corales de Matarraña
- Nombramiento de una calle en Puenteareas con su nombre. 2016
- Gallego del Mundo. Premio de las artes y de las ciencias, en la categoría de Artes escénicas y música. El Mundo (diario nacional)
- Galeguidade do Mundo pola Orden da Vieira.